# 1896 au Canada
Pour un article plus général, voir Chronologie du Canada.
Cet article traite des événements qui se sont produits durant l'année 1896 au Canada.

## Événements

### Politique

Élection fédérale de 1896

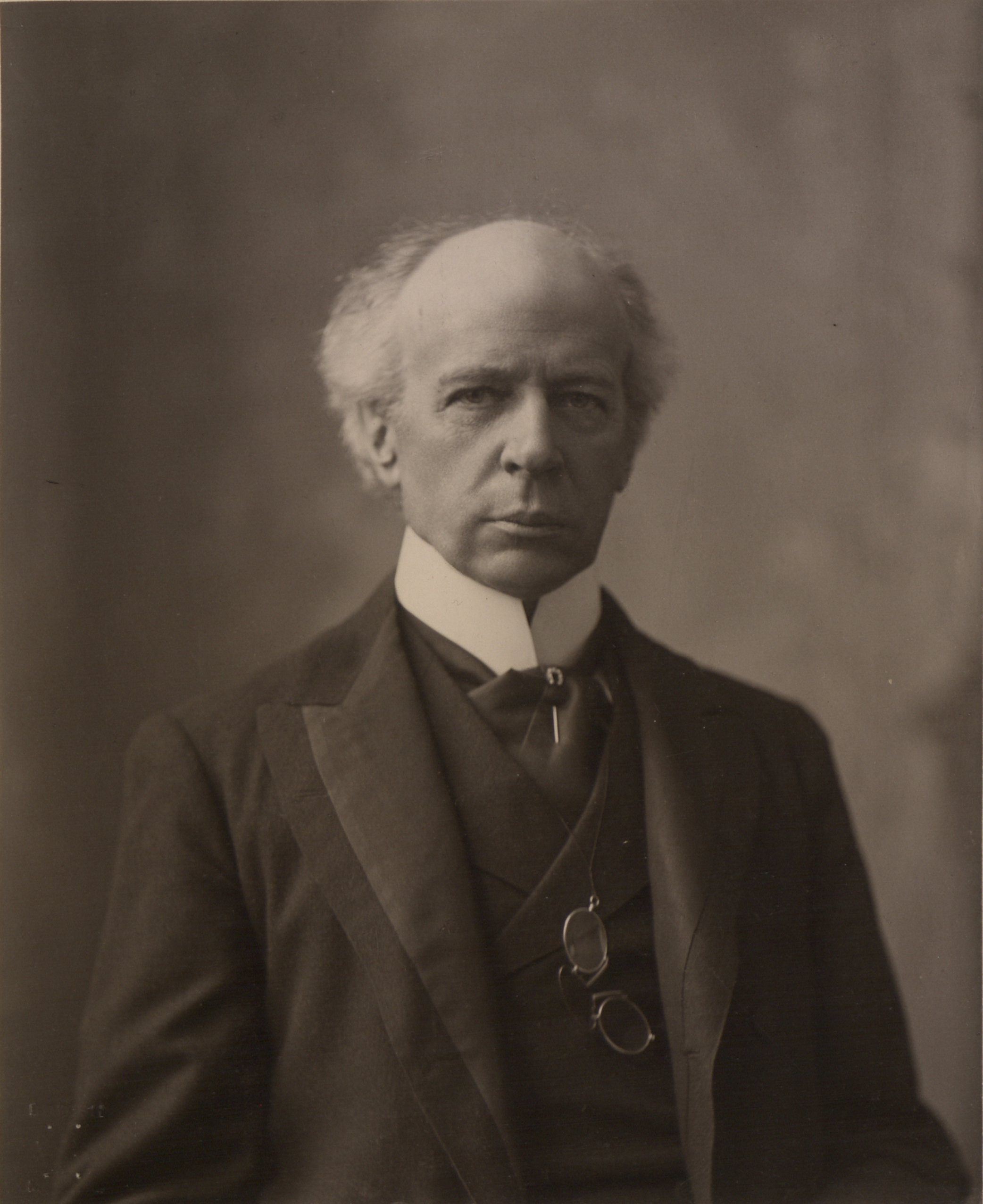
Sir Wilfrid Laurier

- 27 avril : Mackenzie Bowell démissionne de son poste de premier ministre du Canada.

- 1er mai : Sir Charles Tupper devient premier ministre, remplaçant Sir Mackenzie Bowell.
- 11 mai : Edmund James Flynn devient premier ministre du Québec remplaçant Louis-Olivier Taillon.

- 23 juin : Élection fédérale canadienne de 1896. Le parti libéral mené par Wilfrid Laurier remporte les élections. La Question des écoles du Manitoba fut un enjeu de cette élection.

- 11 juillet : Wilfrid Laurier devient le premier canadien français à être le Premier ministre du Canada. Il renonce à la politique libre-échangiste de Mackenzie et se rapproche du Royaume-Uni par une politique de droits préférentiels.

- 20 juillet : George Henry Murray devient premier ministre de la Nouvelle-Écosse, remplaçant William Stevens Fielding.

- 25 juillet : Arthur Sturgis Hardy devient premier ministre de l'Ontario, remplaçant Oliver Mowat.

- Juillet : James Mitchell devient premier ministre du Nouveau-Brunswick, remplaçant Andrew George Blair.

- 19 août : ouverture de la 8e législature du Canada.
  - Wilfrid Laurier (aidé du premier ministre manitobain Thomas Greenway) abolit les écoles francophones séparées du Manitoba ; il autorise toutefois l’enseignement religieux en français (ou dans toute autre langue étrangère) dans la dernière demi-heure de cours, à condition que l’école réunisse dix enfants parlant une langue autre que l’anglais.

### Justice
- Fondation de l'association du Barreau canadien.

### Sport
- 14 février : au hockey sur glace, les Victorias de Winnipeg remporte la Coupe Stanley contre les Victorias de Montréal.
- 30 décembre : les Victorias de Montréal obtiennent leur revanche en gagnant la Coupe Stanley contre Les Victorias de Winnipeg.
- Réorganisation de la Ligue de hockey de l'Ontario qui va principalement s'occuper du hockey sur glace junior.

### Économie
- 17 août : découverte d'or au Yukon. C'est le début de la Ruée vers l'or du Klondike.
- Inauguration de la deuxième ligne de chemin de fer transcontinental à partir de Portage la Prairie. Le Canadian Northern Railway, après avoir essaimé ses lignes dans la Prairie, atteint le lac supérieur en 1902. Parallèlement, la voie du Grand Trunk Pacific avance vers l’Ouest en direction de Prince Rupert sur le Pacifique (1904).
- Ernest Pacaud fonde le journal Le Soleil (Québec).
- Fondation de la Compagnie de Pulpe de Chicoutimi par Julien-Édouard-Alfred Dubuc.
- Fondation du magasin de musique Archambault à Montréal.

### Culture
- L'actrice May Irwin donne le premier baiser dans l'histoire du cinéma dans le film The Kiss.
- La première salle de cinéma au Canada ouvre dans l'édifice Robillard à Montréal.

### Autre
- fondation de la Croix-Rouge canadienne.

## Naissances
- 1er janvier : William Stephenson, espion.
- 8 mars : Charlotte Whitton, mairesse d'Ottawa.
- 20 avril : Wilfrid May, as de l'aviation durant la Première Guerre mondiale.
- 2 juillet : Prudence Heward, femme artiste peintre.
- 10 juillet : Thérèse Casgrain, suffragette, féministe et sénatrice provenant du Québec.
- 12 août : Mitchell Hepburn, premier ministre de l'Ontario.
- 18 août : Jack Pickford, acteur.
- 19 août : Buck Boucher, joueur de hockey sur glace.
- 30 août : Raymond Massey, acteur.
- 31 août : Félix-Antoine Savard, écrivain.
- 16 septembre : Margaret Fitzgerald, supercentenaire.

## Décès
- 3 mars : Henry Starnes, maire de Montréal.
- 13 avril : Sir John Christian Schultz, sénateur et lieutenant-gouverneur du Manitoba.
- 4 mai :  Timothy Warren Anglin, politicien.
- 25 juin : Samuel Leonard Tilley, premier ministre de la colonie du Nouveau-Brunswick et père de la confédération.
- 30 septembre : vénérable Alfred Pampalon, prêtre.
- 24 novembre : John James Fraser, premier ministre du Nouveau-Brunswick.
- 30 décembre : Édouard-Charles Fabre, évêque de Montréal.